# Justine Nahimana
Justine Nahimana, född 6 augusti 1979, är en friidrottare från Burundi. Hon deltog vid olympiska sommarspelen 1996.